# 林贤妃 (宋神宗)
林賢妃（1052年—1090年），名林贞。宋神宗之妃。南劍人，三司使林特的孫女，司農卿林洙的女兒。

## 生平
林氏是宋仁宗的寡妾冯贤妃的养女。後得到宋神宗寵幸，冊封永嘉郡君，後升為美人，生下二子一女，燕王趙俁、越王趙偲、邢國公主，後又升為婕妤。元祐五年去世。下詔用一品禮儀葬之，追贈為貴儀，又追贈為賢妃。

## 延伸阅读
[在维基数据编辑]
 《宋史·卷243》，出自脱脱《宋史》